# Mälarhöjdens Friluftsteater

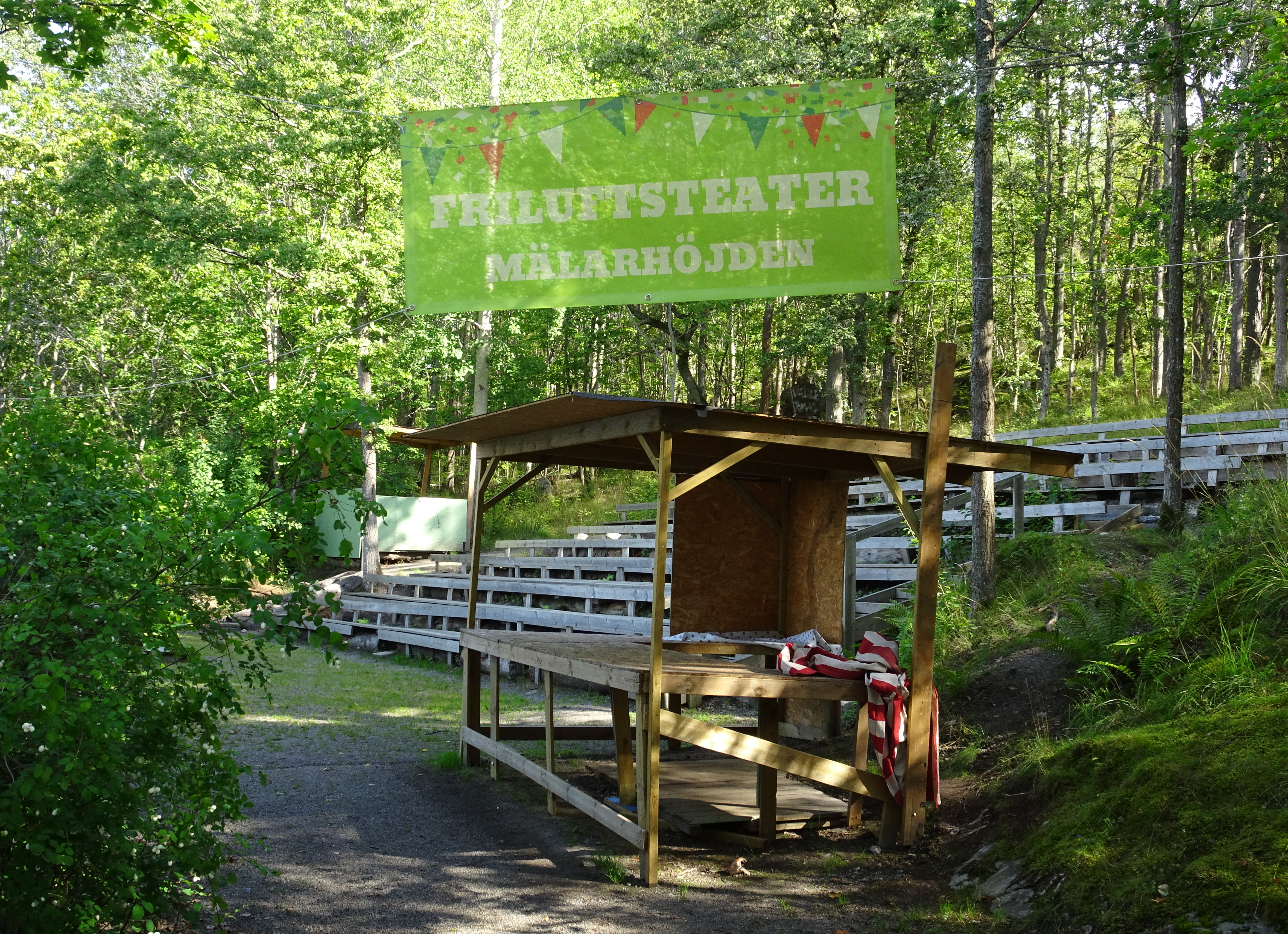
Mälarhöjdens friluftsteater, 2019.

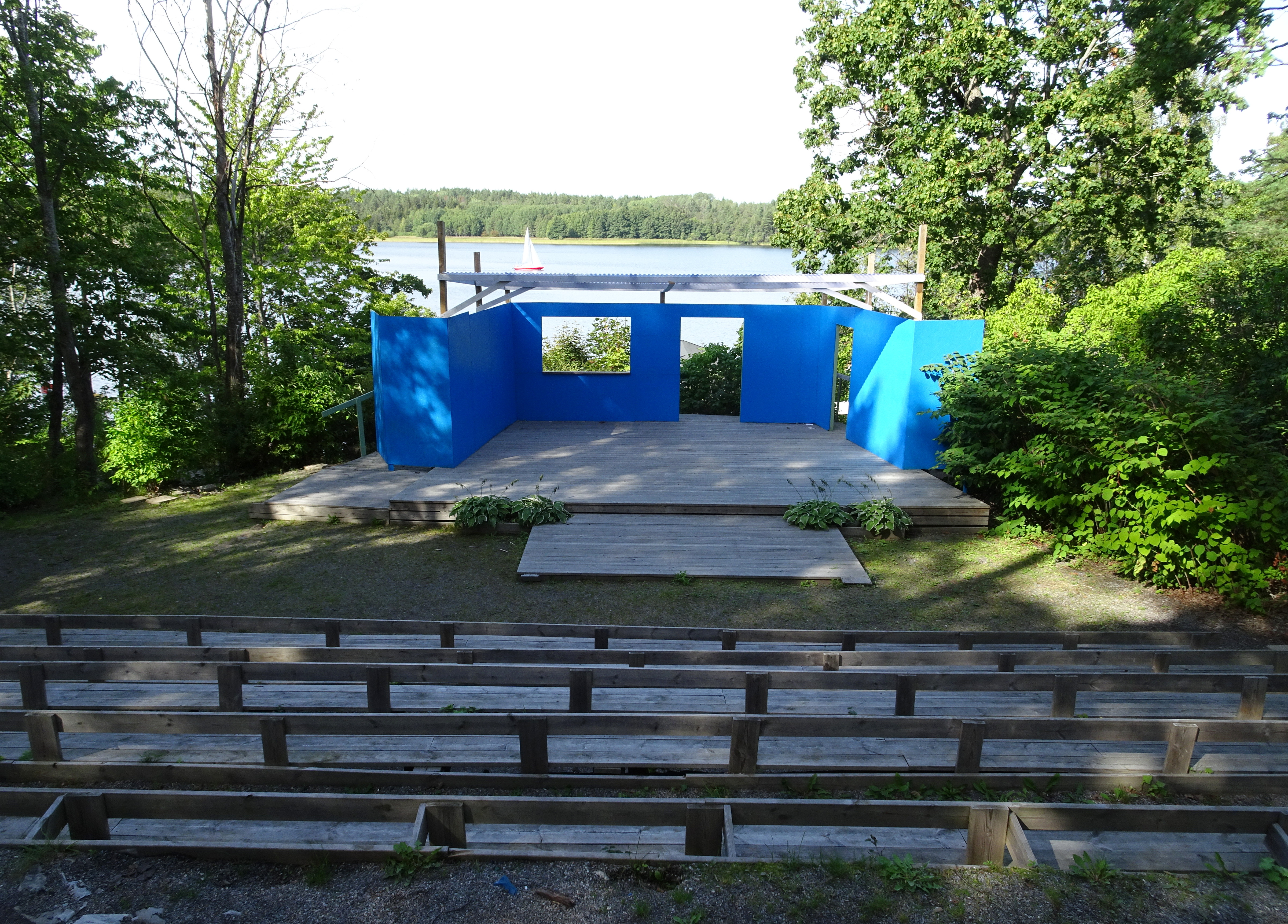
Mälarhöjdens friluftsteater, 2019.

Mälarhöjdens Friluftsteater är en privatägd friluftsteater vid Skärholmens strandpromenad mellan Mälarhöjden och Bredäng i Stockholm, som invigdes 2013.
Teatern tillkom på initiativ av bland andra Alla Luks, Curt Luks, Mia Poppe och Niclas Strand. Teatern drivs av paret Luks.
Teatern har plats för omkring 375 personer.